# Чепован
Чепован (словен. Čepovan) — поселення в общині Нова Гориця, Регіон Горишка, Словенія. Висота над рівнем моря: 604,4 м.